# 耶律撒剌 (北院大王)
耶律撒剌（？—1077年），辽国（契丹）政治人物、軍人，契丹族。字董隐，南院大王耶律磨鲁古之孙。
清宁初年，累任西南面招讨使，以善治著称。咸雍九年（1073年）十二月，改任南院大王。后来担任契丹行宫都部署。大康二年（1076年），辽道宗想要召中京留守耶律乙辛入朝为枢臣，耶律撒剌独持异议，三次谏言不可复召，未被采纳。后来耶律乙辛为枢密使，令萧讹都斡诬陷耶律撒剌与速撒同谋废事，但查无实据，被调任始平军节度使。大康三年（1077年）六月，耶律撒剌被诬谋立皇太子耶律濬，于始平军节度使任上被杀。耶律濬子天祚帝即位，为他昭雪。